# Renescure
Renescure är en kommun i departementet Nord i regionen Hauts-de-France i norra Frankrike. Kommunen ligger i kantonen Hazebrouck-Nord som tillhör arrondissementet Dunkerque. År 2022 hade Renescure 2 130 invånare.

## Befolkningsutveckling
Antalet invånare i kommunen Renescure
| Referens: INSEE |